# Viện Hoa Kỳ tại Đài Loan

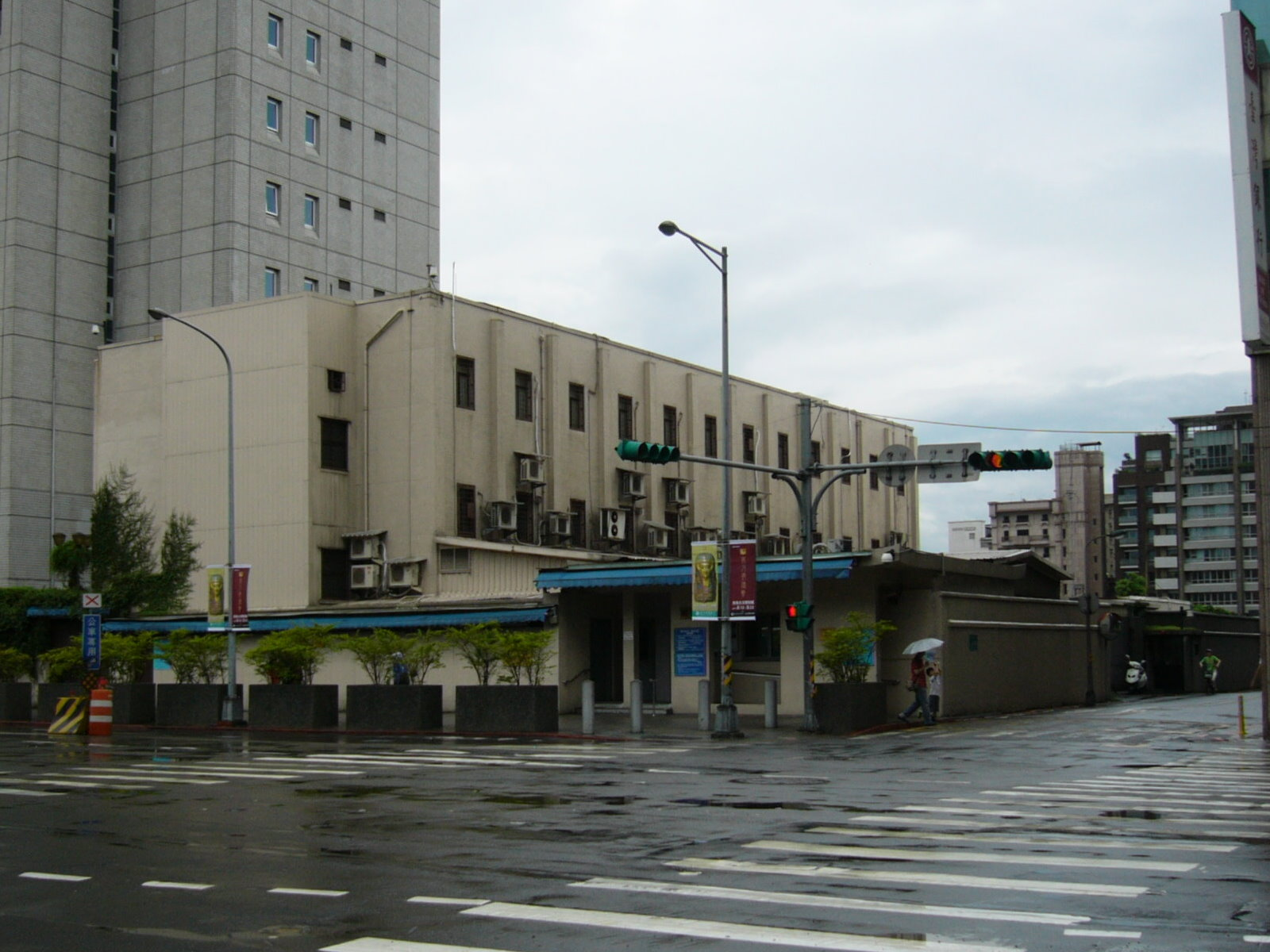
Trụ sở văn phòng AIT cũ ở Đài Bắc, Đài Loan.

Hiệp hội Hoa Kỳ tại Đài Loan  (AIT; tiếng Trung: 美國在台協會; bính âm: Měiguó Zài Tái Xiéhuì) là một tổ chức phi lợi nhuận được thành lập dưới sự bảo trợ của chính phủ Hoa Kỳ để phục vụ lợi ích của nước mình tại Đài Loan. Chủ yếu với nhân viên của Bộ Ngoại giao Hoa Kỳ và các nhân viên địa phương, AIT là một đại sứ quán trên thực tế cung cấp các dịch vụ thường được cung cấp bởi một phái đoàn ngoại giao Hoa Kỳ. Việc thiết lập quan hệ ngoại giao với Cộng hòa Nhân dân Trung Hoa (PRC) năm 1979 đòi hỏi phải thừa nhận chính sách Một Trung Quốc và chấm dứt quan hệ ngoại giao với Trung Hoa Dân Quốc (ROC). AIT hiện đang phục vụ để hỗ trợ và bảo vệ lợi ích của Hoa Kỳ tại Đài Loan một cách không chính thức. AIT cũng xử lý thị thực và cung cấp các dịch vụ lãnh sự quán cho những người Mỹ ở nước ngoài. Đó là bản chất của Đại sứ quán Hoa Kỳ tại Đài Loan. Theo sau "Đạo luật Du lịch Đài Loan" được cho thông qua nhanh chóng, Viện Hoa Kỳ tại Đài Loan hiện là văn phòng đại diện cấp cao thay mặt cho Hoa Kỳ tại Đài Loan.